# Забоже (Лодзинське воєводство)
Забоже (пол. Zaborze) — село в Польщі, у гміні Садковиці Равського повіту Лодзинського воєводства.
Населення — 129 осіб (2011).
У 1975-1998 роках село належало до Скерневицького воєводства.

## Демографія
Демографічна структура станом на 31 березня 2011 року:
|          | Загалом | Допрацездатний вік | Працездатний вік | Постпрацездатний вік |
| -------- | ------- | ------------------ | ---------------- | -------------------- |
| Чоловіки | 64      | 10                 | 39               | 15                   |
| Жінки    | 65      | 15                 | 32               | 18                   |
| Разом    | 129     | 25                 | 71               | 33                   |